# Onuphis imajimai
Onuphis imajimai är en ringmaskart som beskrevs av Maekawa och Hayashi 1989. Onuphis imajimai ingår i släktet Onuphis och familjen Onuphidae. Inga underarter finns listade i Catalogue of Life.